# Napster (servizio a pagamento)
Napster, Lcc (NASDAQ: NAPS) è un fornitore di musica online della Roxio che offre una varietà di metodi d'acquisto e di iscrizione. Il nome dell'azienda e il logo derivano dall'omonimo servizio p2p, chiuso per una serie di azioni legali: il marchio viene acquistato dalla Roxio per capitalizzare la popolarità del vecchio servizio.
Le vendite modeste sono state confrontate al loro competitore più significativo, iTunes Store della Apple. 

## Storia
La Roxio comprò gli asset del servizio originale nel 2002 e del servizio di musica online pressplay nel 2003, con l'intenzione di usarli per un nuovo servizio di musica legale che permette di rendere disponibili le canzoni con una sottoscrizione o con un prezzo di una canzone base. Il servizio fu chiamato Napster 2.0 in quanto l'ultima versione del peer2peer (proprio la 2.0) era rimasta in beta testing mai concluso a causa della chiusura del progetto. Fu distribuita una versione beta a New York il 9 ottobre 2003 e entrò in produzione completa il 29 ottobre 2003. Napster 2.0 non è un servizio peer2peer, ma ha mantenuto il marchio del vecchio servizio e alcune funzioni. È il secondo servizio di condivisione di file ad avere una certa popolarità, lanciato 6 mesi dopo iTunes.
Il servizio di iscrizioni da pc era inizialmente disponibile negli Stati Uniti d'America, Regno Unito, Canada, Germania e Giappone.
Il 27 ottobre 2003, 46 ore dopo il lancio di Napster, il sito posta un comunicato stampa in cui si annuncia che dal novembre 2003 sarà possibile acquistare le carte regalo (valore 14,85 $) presso SaveWay, Rite Aid, Compusa, BestBuy ed ExxonMobil; la carta ha una superficie da grattare che rivela un unico pin da usare per ottenere 15 crediti per il download permanente.
In un successivo comunicato, Microsoft annuncia la nuova versione di Windows XP Media Center Edition, che dal 2004 supporterà Napster 2.0. 
Nell'ottobre dello stesso anno, Napster, Lcc e Samsung annunciano il Samsung Napster Player, disponibile esclusivamente negli Stati Uniti in grado di supportare tutti i formati audio, tranne quelli per iPod.
La Pennsylvania State University iniziò ad usare Napster per fornire un'alternativa legale per il download della musica.